# ムラト1世
ムラト1世（オスマン語: مراد اول, トルコ語: I. Murat Hüdavendigâr, 1326年6月29日 - 1389年6月15日）、オスマン帝国の第3代皇帝（在位: 1362年3月 - 1389年6月15日）。第2代君主オルハンの子。母はアナトリアのアクリタイ（アナトリア辺境を守備するキリスト教徒の軍人）の娘ホロフィラ。
オスマン帝国の君主の中で、初めてスルタンの称号を用いた人物とされている。父オルハンの政策を継承し、バルカン半島での勢力の拡大を積極的に進めた。キリスト教国に対する戦勝はイスラーム世界におけるオスマン帝国の名声を高め、ヨーロッパ諸国は新興のオスマン帝国の動向に注意を向け始めるようになった。
「支配者」「神の代理人」を意味する「ヒュダヴェンディギャール（Hüdavendigar）」の別名で呼ばれる。

## 生涯

### 即位前
1326年、オスマン帝国の君主オルハン・ベイの次男として誕生する。
父オルハンの在位中はイノニュの知事を務めていた。オルハンの存命時はムラトの兄スレイマン・パシャがオスマン帝国の後継者と目されていたが、1359年にスレイマンは不慮の落馬によって急死する。
オルハンの死後に皇子たちの間で後継者争いが起こり、抗争を勝ち抜いたムラトが帝位に就く。

### 即位直後
即位後最初の2年間、ムラトはアナトリアで起きた反乱の鎮圧に注力する。バルカン半島の軍事を将軍のララ・シャヒーン・パシャ、ハジ・イル・ベイ、エウレノス・ベイらに任せてアナトリアに渡り、東方のカラマン侯国の扇動によってアヒ（職人の同業者同盟）に占領されたアンカラを回復した。

### エディルネの獲得

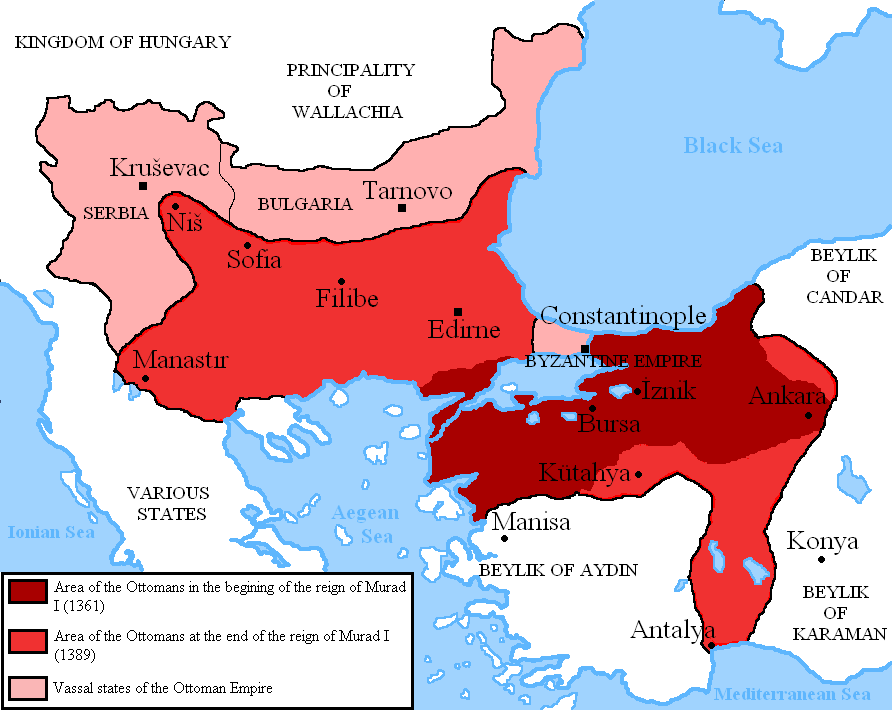
ムラト1世の治世におけるオスマン帝国の支配領域の変化

アンカラを奪還した後にビザンツ帝国（東ローマ帝国）が領有するアドリアノープル（エディルネ）攻略の準備に取り掛かり、援軍を阻止するために周辺の城を攻撃する。エウレノス・ベイはコモティニ（ギュミュルジネ）とディディモティホ（ディメトカ）、ハジ・イル・ベイはケシャンとキュプセラ（イプサラ）、アレクサンドルーポリ（デデアーチ）を占領した。
1362年7月にアドリアノープル攻略に派遣したララ・シャヒーン・パシャがサズルデレの戦いでビザンツ軍に勝利し、1363年にアドリアノープルはオスマン帝国の支配下に入る。さらに、ララ・シャヒーン・パシャによって、フィリッポポリス（フィリベ、プロヴディフ）、サグラ、セレスが制圧され、トラキア地方はオスマンの手に帰した。特に食糧の補給地点、エディルネを守る前線基地、バルカン山脈の北から侵入する敵軍の監視地点としての役割を有するフィリッポポリスを獲得した意義は大きく、要所を占領したオスマン軍は進軍を一時停止し、軍備を整えた。
セルビアに逃亡したフィリッポポリスの城主はセルビアにオスマンへの攻撃を要請し、教皇ウルバヌス5世は全キリスト教徒に反オスマンの十字軍を呼びかけた。ハンガリー、ブルガリア、セルビア、ワラキア、ボスニアからなる連合軍がエディルネに進軍し、ハジ・イル・ベイが偵察に向かった。ハジ・イル・ベイは数で優位に立つバルカン連合軍の油断に乗じて奇襲をかけた（マリツァの戦い (1364年)）。奇襲を受けたバルカン連合軍は混乱に陥り、逃げようとした者の多くがマリツァ川で溺死した。1364年のマリツァ河畔での戦勝は、トルコ語で「セルビア総崩れ」を意味する「スルプ・スンドゥウ」の戦いの名前で呼ばれる。
ムラトは敵国の奇襲に対応するため、1366年にエディルネをバルカン半島での都とした。1453年にコンスタンティノープル（イスタンブール）を占領するまでの間、エディルネはアナトリアのブルサと並ぶオスマン皇帝の居住地とされる。

### バルカン半島の征服事業

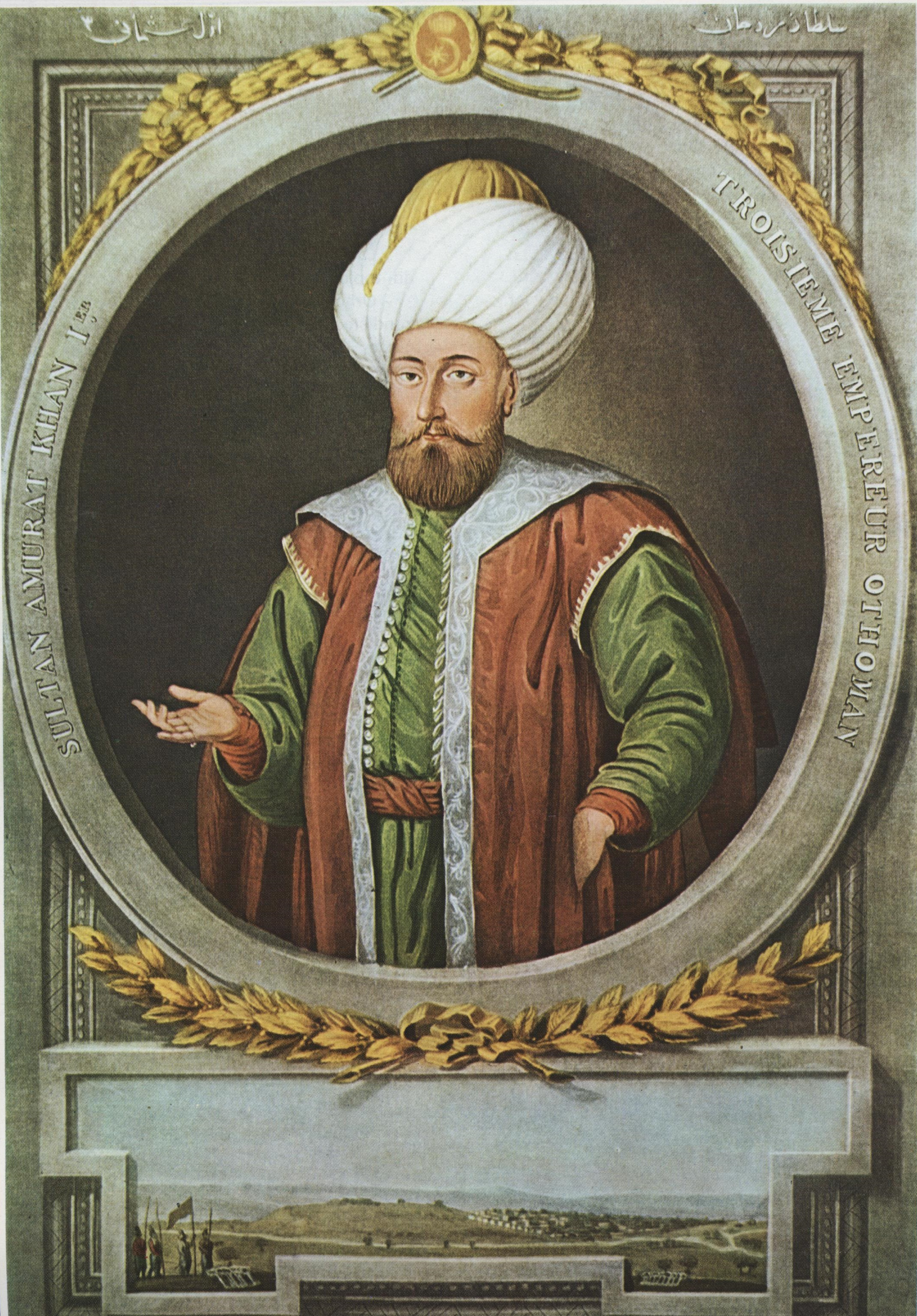
ムラト1世

オスマン帝国のヨーロッパでの勢力の拡大に対して、これまで対立していたバルカン半島の国家は団結してオスマンに抵抗しようとしていた。
1371年、ララ・シャヒーン・パシャがセルビア・ブルガリアの有力諸侯であるヴカシン・ムルニャヴチェヴィチ、ヨヴァン・ウグリェシャをマリツァ河畔の戦いで破り、セルビア・ブルガリア征服の一歩目を踏み出す。同年にムラトはララ・シャヒーン・パシャ率いる遠征軍をブルガリアに派遣する。ララ・シャヒーン・パシャはブルガリア皇帝イヴァン・シシュマンをサマコフの戦いで破り、ブルガリアを臣従させた。ムラトはシシュマンを厚く待遇し、イヴァン・シシュマンの妹マリアを妃に迎えた。
また、1371年から1372年にかけて、ブルガリア遠征と同時期にエウレノス・ベイがマケドニアを攻撃していた。エウレノス・ベイの攻撃により、カヴァラ、ドラマがオスマンの支配下に入る。
1373年、ムラトの子であるサウジがビザンツの皇子アンドロニコスと共謀してクーデターを企てる事件が起きる。ムラトは反乱を速やかに鎮圧し、サウジを盲目にした上で処刑した。
1375年にセルビアが領有するニシュを一時的に奪い、ニシュを失ったセルビアは大打撃を受ける。1378年にはオスマン軍は協約を破り、ブルガリアに侵入した。軍備、内政の安定のため、ムラトは1380年までの間にバルカン諸国と一時的に休戦協定を結んだ。ブルガリアはオスマンに臣従を誓い、セルビアは毎年一定量の兵力と銀を貢納した。

### コソボの戦い

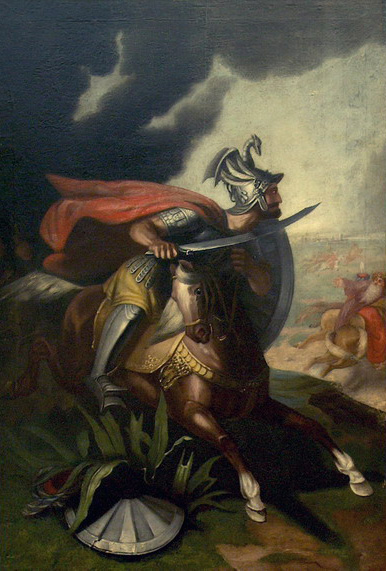
ムラト1世を殺害したミロシュ・オビリチ

1381年に王子バヤズィトとゲルミヤン侯国の王女デウレト・ハトンの婚姻を成立させ、婚資としてゲルミヤンの首都であるキュタヒヤ、エメト、タウシャンル、スィマヴを獲得した。ハミド侯国には圧力をかけ、ウスパルタ、カラアーチ、アクシェヒル、セイディシェヒルを買収した。
また、アナトリアでのオスマン帝国の拡大はカラマンに危機感を抱かせ、アナトリアのオスマン領はカラマン侯国の攻撃を受けた。ムラトはキュタヒヤに軍を集結してカラマンの首都コンヤに進軍し、カラマン平野の戦闘で勝利を収める。この時にムラトが率いていた軍には、同盟国であるビザンツ、ブルガリア、セルビアの兵士が加わっていた。1387年、カラマンはオスマン侯国から奪った土地の返還を認め、和平を結んだ。
同年、4年の包囲の末にビザンツ帝国の勢力圏にあったペロポネソス半島の主要都市であるテッサロニキがオスマン帝国の支配下に入る。ビザンツ皇帝マヌエル2世はオスマンへの臣従を拒んでいたが、テッサロニキの攻略後にムラトはマヌエル2世から臣従の誓いを受けた。
一方、バルカン半島ではセルビア、ボスニア、クロアチア、アルバニアが反オスマンの同盟を結び、オスマン帝国に臣従していたブルガリアも密かに同盟に参加していた。ムラトはセルビアへの進軍に先立ち、1386年に大宰相アリー・パシャをブルガリアに派遣した。
アリー・パシャはブルガリア軍をニコポリスで破り、1388年までにブルガリアの大部分がオスマンの支配下に入った。ムラトは以前と同じようにシシュマンを手厚く待遇し、オスマンへの協力を誓わせた。
とはいえ、1386年あるいは1387年には、ボスニアに侵入した20,000の非正規の騎兵（アクンジュ）がプロシュニクでセルビア・ボスニア連合軍に大敗を喫する事件が起きる（プロシュニクの戦い）。また、セルビア侯ラザル・フレベリャノヴィチの下にはブルガリア、ワラキア、アルバニア、ハンガリーから援軍が集まり、セルビア・ボスニア連合軍の兵数は急速に増加していった。
1389年春、ムラトはセルビアに親征を行い、オスマン軍とバルカン諸侯の連合軍はコソボ平原で激突する（コソボの戦い）。オスマン軍は戦闘で勝利を収めたが、ムラトは戦闘の最中にセルビア人貴族ミロシュ・オビリッチによって殺害される。戦後、報復としてラザルをはじめとするバルカン諸侯がムラトの跡を継いだバヤズィトによって処刑された。戦勝の結果セルビアがオスマンの支配下に入り、バルカン半島におけるオスマンの版図はより拡大した。

## 人物像
ムラト1世は、陣頭で指揮を執る人物だった。法律を遵守し、国家に対して献身的に奉仕し、キリスト教徒にも公正な判決を下したと伝えられる。
ムラトは父のオルハンと同じく「ベイ（君侯）」の称号を名乗っていたが、碑文や貨幣の一部では「スルタン」の称号を使用していた。イズニクのニルフェル救貧院の碑文には、スルタンの称号が使用されている。

## 政策

### 軍事
ムラト1世の治世、オスマン帝国は他のイスラム先進国をモデルとした国家組織の再編を行った。
オスマン帝国の常備軍であるイェニチェリは、ムラトが征服地のキリスト教徒を徴用したものが起源とされている。父オルハンが創設を試みた常備軍の実現を目指し、奴隷として入手した異教徒・異民族に訓練・教育を行い、軍人奴隷に育て上げた。
そして、1360年代のトラキア征服中に施行されたペンチック（ペンジク）制度はイェニチェリを徴収するデウシルメ制度の基となった。奴隷を獲得するために、戦争で獲得した捕虜の5分の1が君主の下に送られ、彼らが軍人奴隷に充てられた
。
軍隊の組織化が進められるとともに皇子の軍事的役割は減衰し、側近がベイレルベイ（軍司令官）の地位に就くようになる。代わりに皇子たちはサンジャク（小軍管区）の長に任命された。ムラトの治世では、従前のオスマン帝国で軍事を司っていた皇族とガーズィー（アナトリア辺境を守備するトルコ系の戦士）に代わり、君主直属の軍人奴隷が軍隊の指揮官を務めるようになった。
また、遠征にはオスマンに臣従を誓ったバルカン半島の王侯や領主も加わっていた。

### 内政
ムラト1世の元では、国の法を担うカーディー（判事）制度が整備され、新たにカザスケル（司法長官）職が設置された。
行政を司る宰相には軍事的な権限が与えられ、権限の拡大に伴って大宰相を筆頭とする複数の宰相が軍事と行政を担った。カザスケルに任命されたチャンダルル家のカラ・ハリルはイェニチェリの設置に関わっていたと言われ、チャンダルル家は大宰相と宰相を多く輩出した。

## 家族

### 父母
- 父：オルハン
- 母：ホロフィラ

### 妃
- ギュルチチェク・ハトゥン
- マリア

### 子
- バヤズィト1世
- サヴジ
- ヤクブ